# William Kenndal
Curt William Jacob Kenndal, född 4 april 1996, är en svensk fotbollsspelare som spelar för Örgryte IS.

## Karriär
Kenndal började spela fotboll i Qviding FIF som sexåring. Han fick sitt första A-lagskontrakt som 16-åring i klubben och debuterade som 17-åring i Division 1. Mellan 2013 och 2017 spelade Kenndal 79 ligamatcher och gjorde sex mål för Qviding i Division 1.
I januari 2018 värvades Kenndal av division 1-klubben Sollentuna FK, där han skrev på ett 1+1-årskontrakt. Han spelade 28 ligamatcher och gjorde två mål under säsongen 2018. I januari 2019 värvades Kenndal av Utsiktens BK, där han skrev på ett ettårskontrakt. Kenndal spelade 27 matcher och gjorde ett mål i Division 1 2019.
I februari 2020 värvades Kenndal av Lindome GIF. Han spelade 27 matcher och gjorde två mål i Division 1 2020. I december 2020 värvades Kenndal av IFK Värnamo, där han skrev på ett tvåårskontrakt. Kenndal gjorde sin Superettan-debut den 10 april 2021 i en 2–0-förlust mot Landskrona BoIS. I februari 2023 förlängde han sitt kontrakt i IFK Värnamo med två år.
I augusti 2024 värvades Kenndal av Örgryte IS, där han skrev på ett 3,5-årskontrakt.